# Броди (авіабаза)
Авіабаза Броди (також наводиться як Північні Броди) — авіабаза в Україні, розташована за 6 км на північ від м. Бродів Львівської області. На базі базується 16-та окрема бригада «Броди», а також 57 авіаційна база (регламенту, ремонту, зберігання та утилізації) А-3595.

## Історія та Опис
База містить довге гудроноване шосе та віддалені стоянки для паркування.
Аеродром в Бродах використовувався ще за часів Польської Республіки. Так, в 1932 році з летовища робили вильоти літаки 62 лінійна ескадра 6-го повітряного полку Повітряних сил Польщі під час військових навчань.
Перед початком німецько-радянської війни на аеродромі базувався 92-й винищувальний авіаційний полк.
З серпня 1945 на аеродромі розмістився 807-й штурмовий авіаційно бомбардувальний полк, на основі якого в 1960 був сформований 55-й окремий вертолітний полк, який базувався на аеродромі до 1981 року.

17 травня 1981 року на авіабазі сформовано 119-й вертолітний полк, який після кількох переформатувань став 16-ю окремою бригадою армійської авіації «Броди».

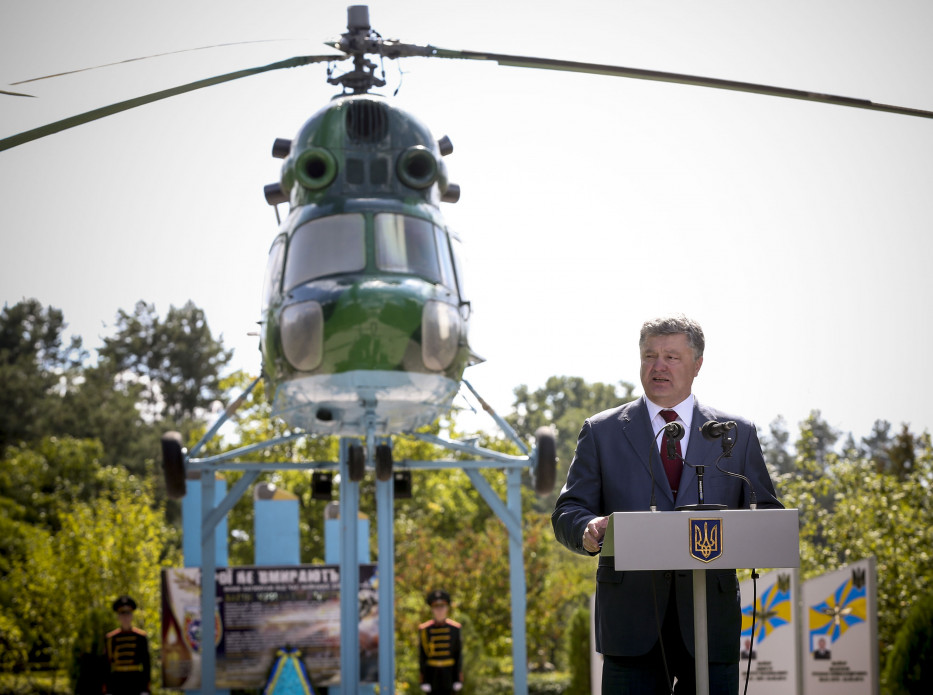
Порошенко Петро Олексійович із робочим візитом на авіабазі серпень 2017

В серпні 2017 року авіабазу відвідав Порошенко Петро Олексійович.
В середині листопада 2017 року на військовому летовищі поблизу міста Броди розпочалися всеармійські збори на конкурс кращої гелікоптерної ланки серед бригад армійської авіації Сухопутних військ Збройних Сил України. Протягом двох тижнів військові авіатори братимуть участь в різноманітних конкурсах, за підсумками яких визначиться краща гелікоптерна ланка
Над авіабазою діє заборонена зона, над якою заборонено запускати безпілотні літальні апарати. Загальна площа — близько 96 км², які покривають більшу частину Бродів із місцевим замком, кілька прилеглих сіл та межу із Рівненською областю.

## Авіапарк бази
- Мі-2;
- Мі-8МТ;
- Мі-8МТВ;
- Мі-24П;
- Мі-24ВП.